# Анюй
Аню̀й е река в Азиатската част на Русия, Източен Сибир, Република Якутия (Саха), десен приток на Колима. Дължината ѝ е 8 km, а с дясната съставяща я река Малък Анюй – 746 km.
Река Анюй се образува от сливането на двете съставящи я реки Голям Анюй (693 km, лява съставяща) и Малък Анюй (738 km, дясна съставяща) на 4 m н.в., в крайната североизточната част на Република Якутия (Саха) и след 8,3 km се влива отдясно в река Колима, при нейния 153 km, на 2 m н.в., срещу село Нижнеколимск. Долината на Анюй е слабо врязана (едва 2 m) в льосовидни наслаги с езерно-алувиален произход. Бреговете са изградени от съвременен алувий, който е сковон от вечната замръзналост и включва прослойки от погребан лед. Дъното на долината е заето от широкото до 800 m корито на реката и широка едностранна заливна тераса, а дълбочината достига до 4 m.
Водосборният басейн на Анюй има площ от 107 хил. km2, което представлява 16,64% от водосборния басейн на Колима и се простира в западната част на Чукотски автономен окръг и крайната североизточна част на Република Якутия (Саха).
Водосборният басейн на Анюй граничи със следните водосборни басейни:
- на север и североизток – водосборните басейни на реките Раучуа, Лелювеем, Пучевеем и други по-малки, вливащи се в Източносибирско море;
- на изток – водосборния басейн на река Анадир, вливаща се в Берингово море;
- на запад – водосборния басейн на река Омолон, десен приток на Колима.

Подхранването на реката е снежно-дъждовно, като преобладава дъждовното. Пролетно-лятното пълноводие на Анюй е през май и юни. Рядко пролетното пълноводие се сменя с епизодични прииждания в резултат на поройни дъждове. Среден годишен отток в устието около 500 m3/s, което като обем се равнява на 15,781 km3. Анюй замръзва през първата декада на октомври, а се размразява в началото на май.
По течението на реката няма населени места. Срещу устието ѝ се намира селището от градски тип Нижнеколимск. Плавателна е по цялото си протежение.

## Голям Анюй
Голям Анюй е река в Азиатската част на Русия, Източен Сибир, Чукотски автономен окръг и Република Якутия (Саха), лява съставяща на река Анюй. Дължината ѝ е 693 km, която и отрежда 98-о по дължина сред реките на Русия.
На езика чукчи реката се нарича „Вылгилвээм“, което означава „брезова река“.
Река Голям Анюй се образува от сливането на двете съставящи я реки Ляв Илюкейвеем и Десен Илюкейвеем на 859 m н.в., на 66°40′03″ с. ш. 168°44′38″ и. д. / 66.6675° с. ш. 168.743889° и. д., на южния склон в източната част на Анюйския хребет, в централната част на Чукотски автономен окръг. В горното и средно течение долината на реката е врязана в юрски варовици, а в долното – в льосовидни наслаги с езерно-алувиален произход. Горното течение на Голям Анюй се простира до устието на левия приток Чимчемел. Тук коритото на реката (ширина 30 – 40 m) е разположено в широка долина със заливна тераса, с полегати склонове и силно меандрира, а по заливната тераса се срещат стотици малки езера-старици. Дълбочината достига до 1,5 m, а скоростта на течението е около 4 m/s. Средното течение на Голям Анюй се простира между устията на Чимчимел и Ангарка (десен приток). В този участък коритото на реката се дели на отделни ръкави, между които се разполагат дълги и тесни непостоянни острови, с множество плитчини, а на места и прагове. Ширината на коритото се увеличава до 70 – 130 m, а на заливната тераса – до 2,5 – 3 km. След устието на река Ангарка (при 374 km) започва долното течение на голям Анюй. Едновременно с разширението на коритото на реката до 200 m се разширява и заливната ѝ тераса – до 3,5 km. Появяват се мото повече протоци, ръкави, острови и езера-старици. След устието на река Камешково (при 117 km, десен приток) започва устиевият участък на реката. Тук Голям Анюй тече през източната част на обширната и заблатена Колимска низина, коритото ѝ изобилства от меандри и се разширява до 260 – 300 m. Последните 38 km Голям анюй протича по територията на Република Якутия (Саха) и се съединява с идващата отдясно река Малък Анюй и двете заедно дават началото на късата 8,3 km река Анюй, която се влива отдясно в река Колима.
Водосборният басейн на Голям Анюй има площ от 57,2 хил. km2, което представлява 53,46% от водосборния басейн на Анюй и се простира в западната част на Чукотски автономен окръг и крайната североизточна част на Република Якутия (Саха).
Водосборният басейн на Голям Анюй граничи със следните водосборни басейни:
- на север – водосборния басейн на река Малък Анюй, дясна съставяща на Анюй;
- на изток – водосборния басейн на река Анадир, вливаща се в Берингово море;
- на запад – водосборния басейн на река Омолон, десен приток на Колима.

Река Голям Анюй получава множество притоци с дължина над 10 km, като 12 от тях са с дължина над 100 km:
439 → Алучин 173 / 4310
432 → Бургакчан 138 / 2190
407 ← Орловка 127 / 2450
374 ← Ангарка 211 / 6050
312 → Пеженка 181 / 6770
269 ← Мангазейка 115 / 818
262 → Банная 185 / 4080
244 → Кричалская 128 / 1850
157 → Овражя 157 / 1030
117 ← Камешкова 242 / 2130
46 → Яровая 363 / 4170
33 → Баекова 178 / 2600
Подхранването на реката е предимно снежно. Пролетно-лятното пълноводие на Голям Анюй е през май и юни. Рядко пролетното пълноводие се сменя с епизодични прииждания в резултат на поройни дъждове. Среден годишен отток в устието около 286 m3/s, което като обем се равнява на 9,026 km3. Голям Анюй замръзва в началото на октомври, а се размразява в началото на юни.
По течението на реката е разположено селището Ангарка, а в устиевия участък факторията „Две Виски“. В басейна на реката се разработват находища на злато, за добива и извозването на което са организирани зимни пътища, на няколко места пресичащи реката или преминаващи успоредно на нея. Последните 29 km е плавателна.

## Малък Анюй
Малък Анюй е река в Азиатската част на Русия, Източен Сибир, Чукотски автономен окръг и Република Якутия (Саха), дясна съставяща на река Анюй. Дължината ѝ е 738 km, която и отрежда 87-о по дължина сред реките на Русия.
Река Малък Анюй води началото си от Голямото Горно езеро, на 616 m н.в., на 67°10′28″ с. ш. 170°46′12″ и. д. / 67.174444° с. ш. 170.77° и. д., разположено в западната периферия на Анадирското плато, в централната част на Чукотски автономен окръг. В горното течение долината на реката е врязана в магмени скали, средното – в алевролити, прорязани от магмени породи и туфи, а в долното – в льосовидни наслаги с езерно-алувиален произход. В най-горното течение (до устието на река Тимофеевка, при 672 km) реката тече в широка, слабо изразена котловина, заето от множество термокарстови езера. Има широка до 800 m заливна тераса, осеяна с голямо количество езера-старици и блата, а коритото с ширина до 40 – 60 m и дълбочина до 1,5 m силно меандрира. На отделни места има малки прагове с височина до 0,5 m. Скоростта на течението е 0,6 m/s. По-надолу Малък Анюй силно меандрира в широка долина, разделя се на ръкави, ширината на коритото нараства до 80 m, а на заливна тераса – до 2 – 3 km. На 16 km преди устието на река Нутескин (при 544 km) Малък Анюй прорязва южните части на възвишението Илирнейски кряж. Тук долината на реката рязко се стеснява, появяват се много бързеи и прагове, а течението придобива планински характер. След излизането си от теснината Малък Анюй завива на северозапад, а след това отново на запад, като долината отново се разширява и се появяват характерните меандри, ръкави, протоци и острови. След това реката навлиза в средното си течение, което продължава до устието на река Погинден (при 243 km). Тук коритото на Малък Анюй значително се разширява, разделя се на ръкави, с ниски, тесни и дълги до 1 km острови между тях. Заливната тераса става двустранна всяка с ширина над 2 km, коритото достига до 150 m ширина, дълбочина до 2 m и скорост на течението 1,6 m/s. Преди устието на Погинден Малък Анюй прорязва участък от хребета Пирканай и дъното на долината се стеснява до 700 m, а склоновете ѝ стават стръмни. След устието на Погинден започва долното течение на реката. Ширината на заливната тераса надхвърля 3,5 km и е осеяна с множество ръкави, протоци и езера-старици. Коритото става широко до 320 – 350 m, а дъното песъчливо. Тук Малък Анюй навлиза в най-източната част на Колимската низина, долината става много широка и се образуват меандри с много голям диаметър Последните 49 km Малък Анюй протича по територията на Република Якутия (Саха) и се съединява с идващата отляво река Голям Анюй и двете заедно дават началото на късата 8,3 km река Анюй, която се влива отдясно в река Колима.
Водосборният басейн на Малък Анюй има площ от 49,8 хил. km2, което представлява 46,54% от водосборния басейн на Анюй и се простира в западната част на Чукотски автономен окръг и крайната североизточна част на Република Якутия (Саха).
Водосборният басейн на Малък Анюй граничи със следните водосборни басейни:
- на север – водосборните басейни на реките Раучуа, Лелювеем, Пучевеем и други по-малки, вливащи се в Източносибирско море;
- на изток – водосборния басейн на река Анадир, вливаща се в Берингово море;
- на юг – водосборния басейн на река Голям Анюй, лява съставяща на Анюй.

Река Малък Анюй получава множество притоци с дължина над 10 km, като 5 от тях са с дължина над 100 km:
395 ← Голям Кепервеем 125 / 2790
312 ← Мачваваам 148 / 2410
243 ← Погинден 281 / 13 100
221 → Глубокая 101 / 881
190 ← Тосепа 106 / 1110
Подхранването на реката е предимно снежно. Пролетно-лятното пълноводие на Малък Анюй е през май и юни. Рядко пролетното пълноводие се сменя с епизодични прииждания в резултат на поройни дъждове. Среден годишен отток в устието около 185 m3/s, което като обем се равнява на 5,839 km3. Малък Анюй замръзва в началото на октомври, а се размразява в началото на юни.
По течението на реката са разположени 4 населени места: селата Илирней, Кепервеем, Островное и Анюйск. На 35 km северно от село Кепервеем, на река Голям Кепервеем е разположен град Билибино – административен център на едноименния район в Чукотски автономен окръг. В близост до него е Билибинската АЕЦ. Басейнът на реката е център на златодобива в Чукотски автономен окръг. По време на пролетно-лятното пълноводие Малък Анюй е плавателен до село Анюйск.